# Голден-Гіллс (Каліфорнія)
Голден-Гіллс (англ. Golden Hills) — переписна місцевість (CDP) в США, в окрузі Керн штату Каліфорнія. Населення — 9578 осіб (2020).

## Географія
Голден-Гіллс розташований за координатами 35°9′5″ пн. ш. 118°30′2″ зх. д. / 35.15139° пн. ш. 118.50056° зх. д. (35.151330, -118.500657).  За даними Бюро перепису населення США в 2010 році переписна місцевість мала площу 31,77 км², з яких 31,73 км² — суходіл та 0,04 км² — водойми.

## Демографія
Згідно з переписом 2010 року, у переписній місцевості мешкало 8656 осіб у 3216 домогосподарствах у складі 2370 родин. Густота населення становила 272 особи/км².  Було 3522 помешкання (111/км²).
Расовий склад населення:
| - 83,6 % — білих - 1,5 % — чорних або афроамериканців - 1,4 % — корінних американців - 1,4 % — азіатів - 0,2 % — вихідців з тихоокеанських островів - 7,7 % — осіб інших рас |

До двох чи більше рас належало 4,2 %. Частка іспаномовних становила 19,3 % від усіх жителів.
За віковим діапазоном населення розподілялося таким чином: 25,9 % — особи молодші 18 років, 61,7 % — особи у віці 18—64 років, 12,4 % — особи у віці 65 років та старші. Медіана віку мешканця становила 38,6 року. На 100 осіб жіночої статі у переписній місцевості припадало 99,9 чоловіків;  на 100 жінок у віці від 18 років та старших — 98,4 чоловіків також старших 18 років.
Середній дохід на одне домашнє господарство  становив 77 235 доларів США (медіана — 64 243), а середній дохід на одну сім'ю — 85 532 долари (медіана — 74 460). За межею бідності перебувало 10,5 % осіб, у тому числі 11,1 % дітей у віці до 18 років та 8,7 % осіб у віці 65 років та старших.
Цивільне працевлаштоване населення становило 3647 осіб. Основні галузі зайнятості: освіта, охорона здоров'я та соціальна допомога — 21,3 %, публічна адміністрація — 17,7 %, виробництво — 13,1 %, мистецтво, розваги та відпочинок — 9,0 %.